# Predmost
Predmost este o localitate din comuna Gorenja vas - Poljane, Slovenia, cu o populație de 139 de locuitori.